# Marie Mosquini
Marie Mosquini (Los Angeles, 3 december 1899 – aldaar, 21 februari 1983), was een Amerikaans actrice, die optrad in stomme films. Ze verscheen tussen 1917 en 1929 in circa tweehonderd films.
In oktober 1930 stopte Marie met acteren om te huwen met de 26 jaar oudere Amerikaans uitvinder Lee De Forest. Ze werd zijn vierde vrouw en bleef bij hem tot aan zijn dood in 1961.
In 1967 doneerde Marie alle documenten en historische prototypes van haar man aan de Perham Foundation, nu in het bezit van de History San Jose museum in Silicon Valley. In 1968 werd ze beginnend radioamateur; haar roepletters waren WB6ZJR. In 1973 nam ze deel aan een radio-uitzending om de honderdste geboortedag van haar man te herdenken.

## Filmografie (selectie)
- The Black Book (1929)
- Seventh Heaven (1927)
- Save the Ship (1923)
- Short Orders (1923)
- His Royal Slyness (1920)
- From Hand to Mouth (1919)
- Captain Kidd's Kids (1919)
- His Only Father (1919)
- Pay Your Dues (1919)
- Count the Votes (1919)
- Soft Money (1919)
- He Leads, Others Follow (1919)
- The Rajah (1919)
- Be My Wife (1919)
- Don't Shove (1919)
- Heap Big Chief (1919)
- Chop Suey & Co. (1919)
- Count Your Change (1919)
- A Jazzed Honeymoon (1919)
- Just Neighbors (1919)
- Off the Trolley (1919)
- Swat the Crook (1919)
- The Marathon (1919)
- Si, Senor (1919)
- Ring Up the Curtain (1919)
- Crack Your Heels (1919)
- Young Mr. Jazz (1919)
- A Sammy in Siberia (1919)
- Look Out Below (1919)
- I'm on My Way (1919)
- Hoots Mon! (1919)
- On the Fire (1919)
- Hustling for Health (1919)
- Going! Going! Gone! (1919)
- Wanted - $5,000 (1919)
- Do You Love Your Wife? (1919)
- She Loves Me Not (1918)
- That's Him (1918)
- Just Rambling Along (1918)
- No Place Like Jail (1918)
- The Tip (1918)
- We Never Sleep (1917)
- All Aboard (1917)
- Love, Laughs and Lather (1917)
- From Laramie to London (1917)
- Lonesome Luke Loses Patients (1917)
- Lonesome Luke's Wild Women (1917)
- Lonesome Luke, Mechanic (1917)
- Stop! Luke! Listen! (1917)
- Lonesome Luke on Tin Can Alley (1917)

- Biblioteca Nacional de España: XX4617569
- Bibliothèque nationale de France: cb15584239x (data)
- International Standard Name Identifier: 0000 0001 1655 9739
- Library of Congress Control Number: n85199241
- Virtual International Authority File: 61869350
- WorldCat: E39PBJr3xgVcJMRj9vKBkRbfMP